# أندرياس شول
أندرياس شول (بالألمانية: Andreas Scholl) (و. 1967  م) هو مغني، ومغني أوبرا ألماني.

## التعليم
تعلم في Schola Cantorum Basiliensis ‏.

## روابط خارجية
- أندرياس شول على موقع مونزينجر (الألمانية)
- أندرياس شول على موقع ميوزك برينز (الإنجليزية)
- أندرياس شول على موقع أول ميوزيك (الإنجليزية)
- أندرياس شول على موقع ديسكوغز (الإنجليزية)